# Philip Diehl
Philip H. Diehl (29 janvier 1847 - 7 avril 1913) était un ingénieur en mécanique et inventeur germano-américain qui détenait plusieurs brevets américains, y compris des lampes à incandescence électriques, des moteurs électriques pour machines à coudre et autres usages, et des ventilateurs de plafond . Diehl était un contemporain de Thomas Edison et ses inventions ont amené Edison à réduire le prix de son ampoule à incandescence.
Il épelait parfois son propre prénom "Phillip".
En juillet 1868, il a immigré à New York où il a travaillé dans plusieurs ateliers d'usinage avant de trouver du travail en tant qu'apprenti avec la Singer Manufacturing Company . En 1870 ou 1871, il est transféré à Chicago, Illinois et travaille à Remington Machine Company jusqu'en 1875. Il a perdu tous ses biens lors du grand incendie de Chicago de 1871. En 1873, Diehl épousa Emilie Loos à Chicago.
En 1875, Diehl a déménagé à Elizabeth, New Jersey et a pris en charge des travaux expérimentaux améliorant les machines à coudre à l'usine Singer. Sa fille, Clara Elvira, est née le 2 avril 1876.

## Inventions
Tout en travaillant chez Singer à Elizabeth, Diehl a expérimenté au travail et à son domicile. Cela a abouti à plusieurs inventions.

### Lumière électrique
Travaillant dans le sous-sol de sa maison sur Orchard Street à Elizabeth, New Jersey, Diehl a inventé une lampe qui était différente de la lampe électrique à incandescence de Thomas Edison, qui a été brevetée en 1879. La lampe de Diehl n'avait pas de fils d'entrée. En 1882, Diehl obtient le premier brevet sur cette lampe à incandescence à induction . La base de la lampe contenait une bobine de fil qui était couplée à une bobine principale dans la douille de la lampe, provoquant le passage du courant à travers la lampe sans avoir besoin de fils d'entrée. Deux brevets supplémentaires ont été accordés en 1883, suivis des brevets pour les systèmes d'éclairage électrique en 1885 et 1886,.
- US n ° 255 497, lampe électrique à incandescence, 28 mars 1882
- US n ° 272 125, lampe à incandescence électrique, 13 février 1883
- US n ° 276 571, lampe électrique à incandescence, 1er mai 1883
- US n ° 314 567, lampe à arc électrique, 31 mars 1885
- US n ° 350 482, Système d'éclairage électrique, 12 octobre 1886

L'invention de Diehl de la lampe à induction a été utilisée par George Westinghouse pour forcer les concessions de redevances de Thomas Edison. La Westinghouse Company a acheté les droits de brevet de Diehl pour 25 000 $. Bien que la lampe de Diehl ne puisse pas être fabriquée et vendue à un prix compétitif avec la lampe Edison, la Westinghouse Company a utilisé l'ampoule Diehl pour forcer les titulaires du brevet Edison à facturer un tarif plus raisonnable pour l'utilisation des droits de brevet Edison.

### Moteurs électriques
Le travail de Diehl chez Singer pour améliorer la machine à coudre a conduit à des développements dans les moteurs électriques, d'abord pour alimenter les machines à coudre et plus tard pour d'autres utilisations également. En 1884, au Franklin Institute de Philadelphie, en Pennsylvanie, il a présenté une dynamo, calquée sur son moteur plus petit, qui générait un courant pour les lampes à arc, les moteurs de machines à coudre et les lampes à incandescence, tous couverts par ses brevets. Le comité judiciaire de l'exposition a jugé qu'il s'agissait de l'une des meilleures dynamos exposées.

### Ventilateur de plafond
Le ventilateur a été inventé en 1882 par Schuyler Skaats Wheeler. Quelques années plus tard, Philip Diehl a monté une pale de ventilateur sur un moteur de machine à coudre et l'a fixée au plafond, inventant le ventilateur de plafond, qu'il a breveté en 1887. Plus tard, il a ajouté un luminaire au ventilateur de plafond. Plus tard en 1904, Diehl and Co. a ajouté un joint à rotule fendue, lui permettant d'être redirigé; trois ans plus tard, il est devenu le premier ventilateur oscillant.

## Mort
Philip Diehl est décédé le 7 avril 1913 à Elizabeth, New Jersey,.

## Honneurs
En 1889, l'American Institute of New York décerna à Philip Diehl une médaille de bronze, qui porte l'inscription "The Medal of Merit, awarded to Philip Diehl for Electric Fans and Dynamos, 1889." 
(Médaille du mérite, décernée à Philip Diehl pour les ventilateurs électriques et les dynamos) 